# 杉叶杜
杉叶杜（学名：Diplarche multiflora），为杜鹃花科杉叶杜属下的一个植物种。其种加词“multiflora”意为“多花的”。
现接受名为Rhododendron chamberlainii Craven, 2011。